# Войвож (приток Яренги)
Во́йвож (устар. Вой-Вож) — река в России, протекает по Республике Коми (Удорский район) и Архангельской области (Ленский район). Устье реки находится в 221 км по правому берегу реки Яренга, выше железнодорожного моста через Яренгу, к северо-западу от посёлка Яренга. Высота устья — 118 м над уровнем моря. Длина реки составляет 46 км.
Крупный левый приток — Лунвож. Река течёт по тайге, населённых пунктов по её берегам нет.

## Данные водного реестра
По данным государственного водного реестра России относится к Двинско-Печорскому бассейновому округу, водохозяйственный участок реки — Вычегда от города Сыктывкар и до устья, речной подбассейн реки — Вычегда. Речной бассейн реки — Северная Двина.
Код объекта в государственном водном реестре — 03020200212103000023184.